# Église suédoise Saint-Michel de Tallinn
Pour les articles homonymes, voir Église Saint-Michel.
L'église suédoise Saint-Michel (estonien : Tallinna Rootsi-Mihkli kirik) est une église luthérienne dans le quartier Vanalinn de Tallinn en Estonie. 

## Histoire
Une minorité de langue suédoise existent à Tallinn depuis le Moyen Âge, mais la première référence écrite d'une congrégation suédoise date de 1531. Après la défaite de la Suède lors de la Grande Guerre du Nord et la perte de la province d'Estonie au profit de la Russie en 1710, l'église de la congrégation, située à l'époque dans l'église de l'ancien monastère Saint-Michel, fut prise par les autorités russes et utilisée comme église de garnison russe. Pendant quelques années au début des années 1700, la congrégation fut donc sans église jusqu'à ce qu'elle emménage dans les locaux actuels en 1733.
Le bâtiment concédé faisait partie d'un hospice médiéval et l'intérieur de l'édifice est encore aujourd'hui dominé par les lourdes voûtes médiévales. Pendant les bouleversements de la Seconde Guerre mondiale et l'occupation soviétique de l'Estonie, la plupart des Suédois d'Estonie ont fui le pays et se sont réinstallés en Suède, et les autorités soviétiques ont exproprié le bâtiment qui a servi de club sportif jusqu'à la restauration de l'indépendance de l'Estonie en 1991. 
En 1992, à la suite d'une visite d'État du roi de Suède Charles XVI Gustave, le bâtiment passa à nouveau entre les mains de la congrégation estono-suédoise. L'église a été reconsacrée après une période de réparations en 2002. Outre la voûte gothique susmentionnée, l'église se distingue par son bel autel baroque de Joachim Armbrust et son baptistère dû à Christian Ackermann (et),,.

## Galerie

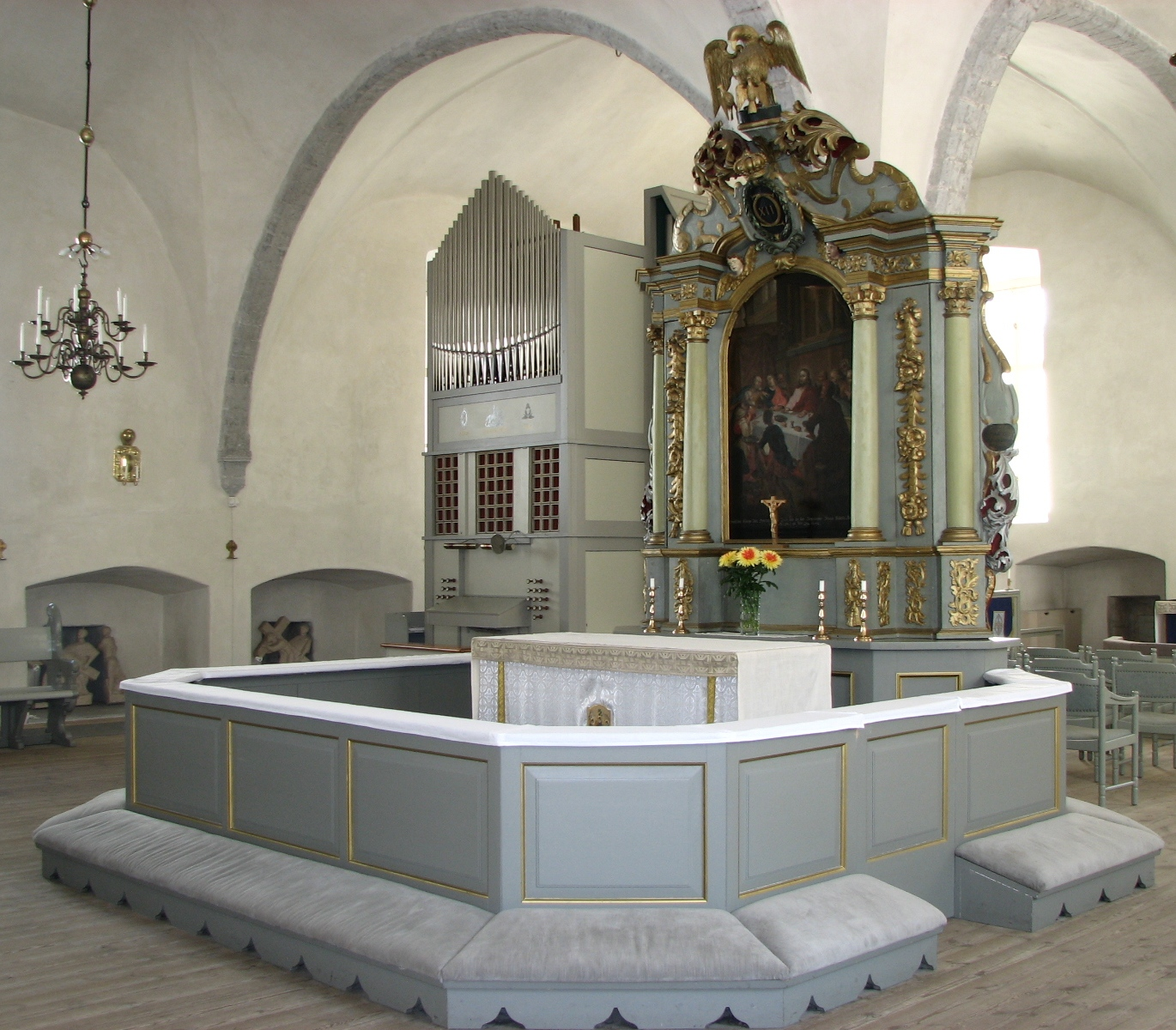
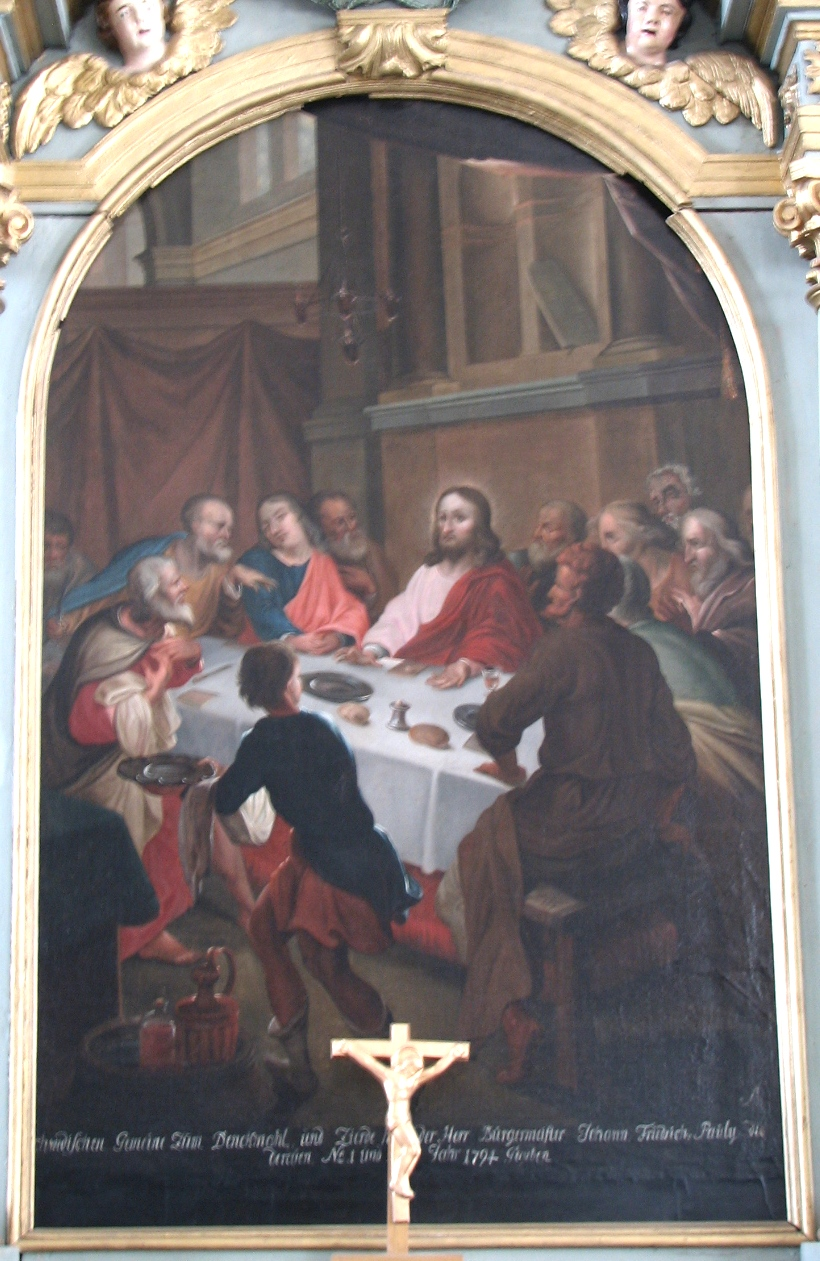
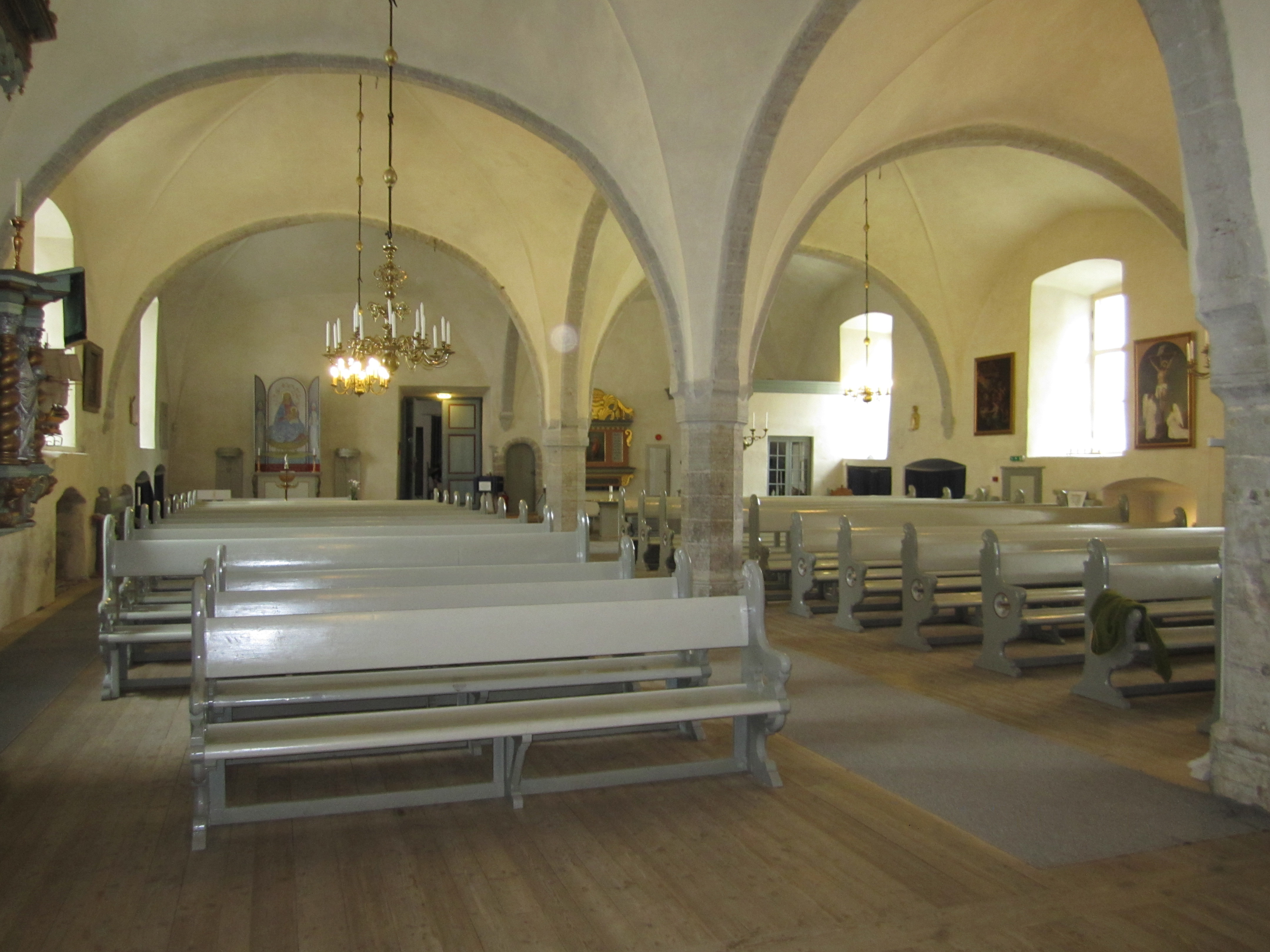
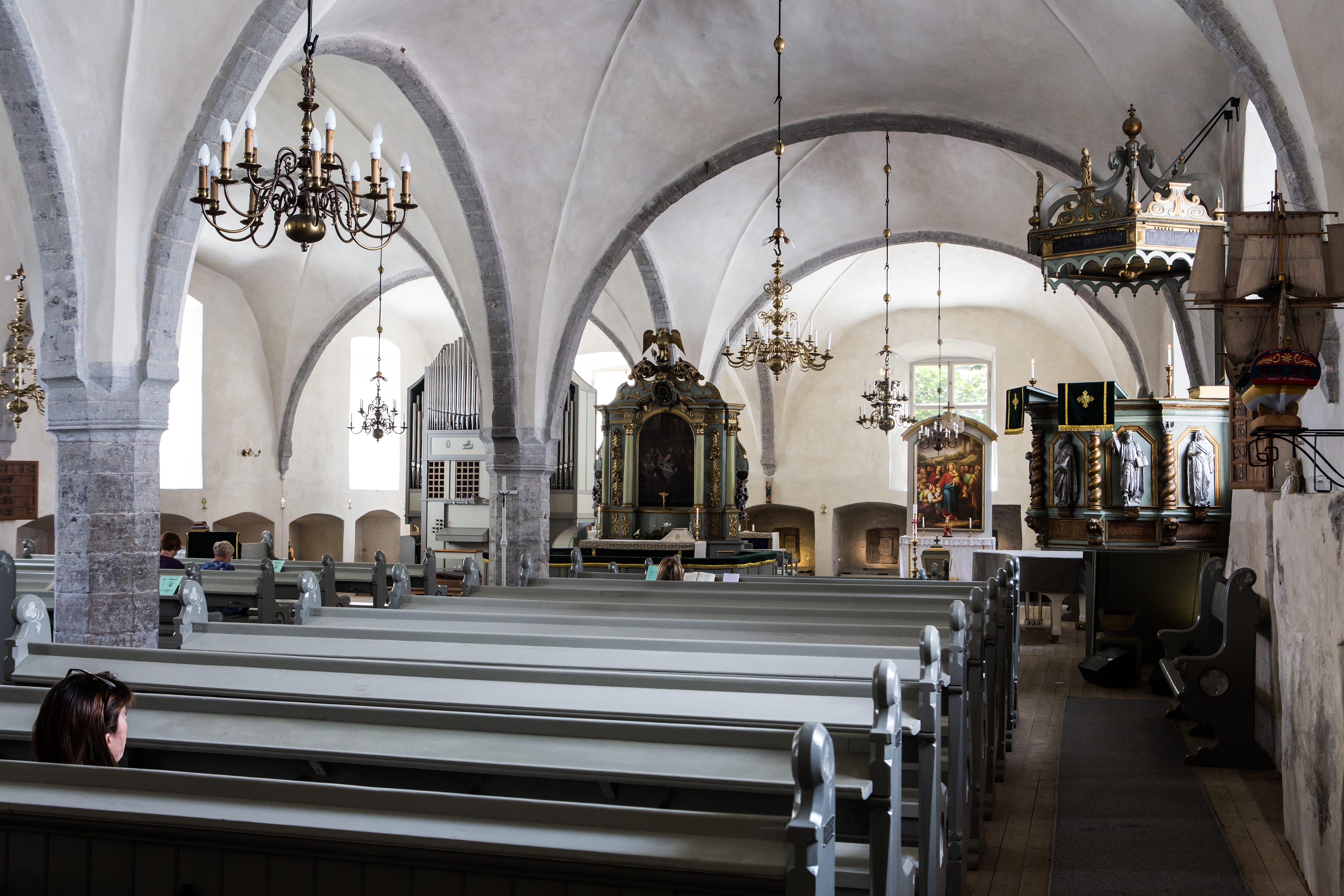